# Pässiluoto
Pässiluoto är en ö i Finland. Den ligger i sjön Uksjärvi och i kommunen Björneborg i den ekonomiska regionen  Björneborgs ekonomiska region  och landskapet Satakunta, i den sydvästra delen av landet, 240 km nordväst om huvudstaden Helsingfors. Öns area är 1,9 hektar och dess största längd är 230 meter i nord-sydlig riktning.